# Ilia Svidlov
Ilia Sergueïevitch Svidlov (en russe : Илья Сергеевич Свидлов) est un joueur russe de volley-ball né le 16 octobre 1987 à Kislovodsk (kraï de Stavropol, alors en URSS). Il mesure 2,04 m et joue attaquant.

## Clubs
| Club                     | De        | À         |
| ------------------------ | --------- | --------- |
| Dinamo Vladimir          | 2005-2006 | 2010-2011 |
| Goubernia Nijni Novgorod | 2011-2012 | ...       |

## Palmarès
- Coupe de la CEV (1)
  - Finaliste : 2014